# Komitee für Staatssicherheit (Bulgarien)

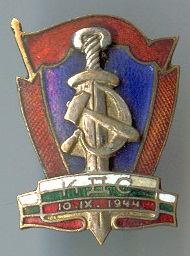
Ehrenabzeichen mit dem Logo des KDS, 1963–1965

Das Komitee für Staatssicherheit (bulgarisch Комитет за държавна сигурност/Komitet za darschawna sigurnost, abgekürzt КДС/KDS), auch bekannt als Staatssicherheit (bulg. Държавна сигурност/Darschawna Sigurnost, abgekürzt ДС/DS) war der Name des Geheimdienstes und der Geheimpolizei Bulgariens während der Zeit der sozialistischen Volksrepublik Bulgarien. Gegründet wurde dieser 1944 unter Anleitung von Georgi Dimitrow noch im Exil und nach Vorbild des sowjetischen KGB. Der Geheimdienst wurde nach dem Sturz des kommunistischen Staatschefs Todor Schiwkow im Rahmen der Demokratisierung aufgelöst.

## Bekannte Aktivitäten
Der bulgarische Geheimdienst spielte eine aktive Rolle in den sogenannten Bulgarisierungsprozessen um die ethnische Minderheit der Balkantürken in den 1980er Jahren sowie gegen Schriftsteller und Dissidenten.
Weiterhin gilt er als Auftraggeber des Mordes an dem Schriftsteller Georgi Markow auf der Waterloo Bridge in London im Jahr 1978, welcher als Regenschirmattentat bekannt wurde. Ein gleichartiges Attentat gegen den bulgarischen Dissidenten und Journalisten Wladimir Kostow im August 1978 in der Pariser U-Bahn scheiterte.
Heute geht man davon aus, dass der DS vor 1989 auch die gesamte Kontrolle über den Handel von Waffen, Drogen, Alkohol, Zigaretten, Gold, Silber und Antiquitäten in Bulgarien und auf der gesamten Balkanhalbinsel hatte. Es ist daher naheliegend, dass die Strukturen der ähnlich der Mafia organisierten Kriminalität in Bulgarien, welche in den 1990er Jahren entstanden, durch viele ehemalige Agenten des DS errichtet wurden.
Weiterhin wurde der Geheimdienst lange Zeit als Hauptauftraggeber des Attentats auf den damaligen Papst Johannes Paul II. durch Mehmet Ali Ağca beschuldigt. 2006 kam ein Untersuchungsausschuss des italienischen Parlaments zu dem Ergebnis, dass das Attentat auf Weisung Leonid Breschnews vom sowjetischen Geheimdienst GRU in Auftrag gegeben wurde – in Zusammenarbeit mit dem bulgarischen Geheimdienst und dem Ministerium für Staatssicherheit der DDR.

## Unterlagenverbleib
Die Geheimakten des KDS bzw. DS sorgten auch in Bulgarien für große Kontroversen. Allerdings wurden diese zum größten Teil nach dem Zusammenbruch des kommunistischen Regimes 1989 durch Agenten vernichtet. Die ab 1990 neu gegründeten demokratischen Kräfte der Opposition machten daher die bis 1997 weiter regierenden kommunistische Funktionäre, welche nun wieder als Mitglieder der Bulgarischen Sozialistischen Partei die Regierung und den Ministerpräsidenten stellten, für die Vernichtung von Dateien verantwortlich, welche ihre Mitglieder belasten könnten. Im Jahr 2002 wurde der ehemalige Innenminister und Vizepräsident Atanas Semerdzhiev für schuldig befunden, noch 1990 persönlich die Vernichtung von 144.235 Dateien aus den DS-Archiven angeordnet zu haben und damit die damals noch junge Demokratie unterwandert zu haben.

## Lager, Inhaftierungen
- Das vom Regime so genannte Arbeits- und Umerziehungslager Belene, 1944 – 1962